# Polk Township (comté de Nodaway, Missouri)
Pour les articles homonymes, voir Polk Township et Polk.
Polk Township est un township, situé dans le comté de Nodaway, dans le Missouri, aux États-Unis,.
Le township est fondé en 1845 et baptisé en référence à James K. Polk, 11e président des États-Unis.

### Source de la traduction
- (en) Cet article est partiellement ou en totalité issu de l’article de Wikipédia en anglais intitulé « Polk Township, Nodaway County, Missouri » (voir la liste des auteurs).